# Cümbüş

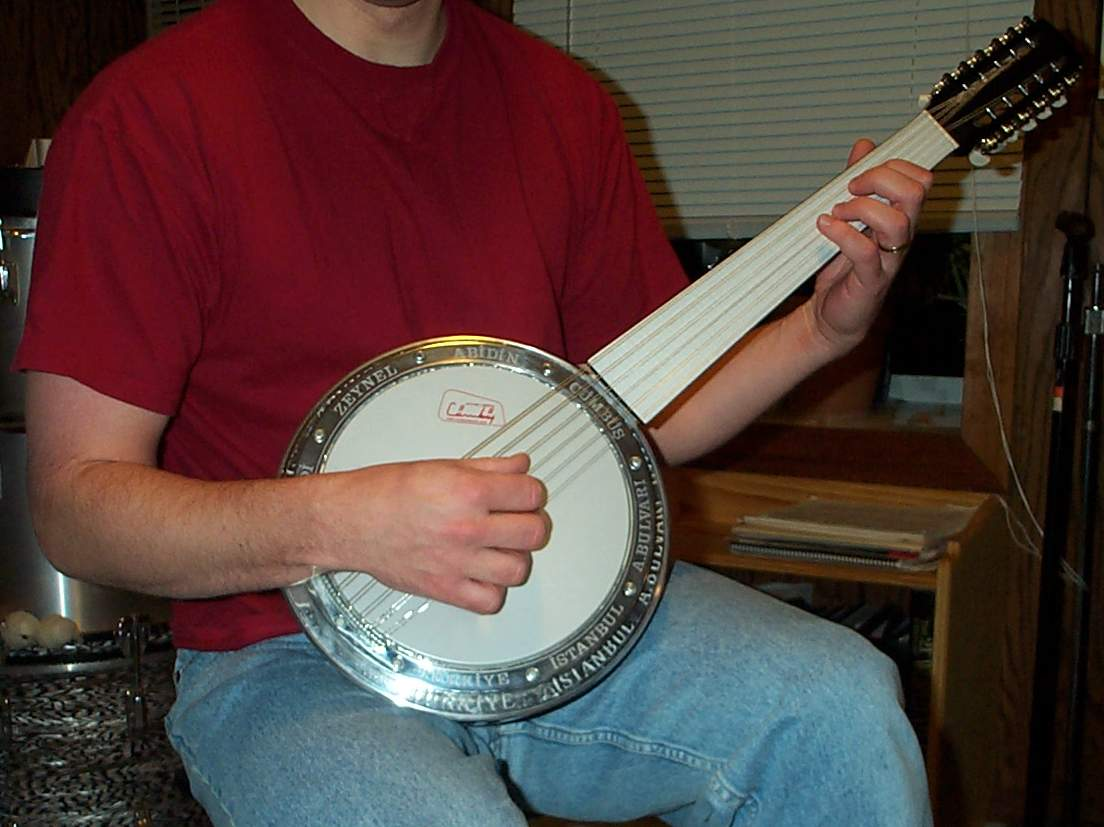
Cümbüş

De Cümbüş (uitgesproken: [dʒymˈbyʃ]) is een Turks snaarinstrument dat in de twintigste eeuw werd ontwikkeld door Zeynel Abidin Cümbüş. Het instrument heeft wat weg van een kruising tussen de westerse banjo en de oed uit het Midden-Oosten. Het heeft een fretloze hals en twaalf snaren die dubbelkorig, zoals bij de mandoline in paren zijn gestemd.
De Cümbüş wordt in moderne muziek onder anderen gebruikt door David Gilmour (Pink Floyd) en Dean DeLeo (Stone Temple Pilots)